# Edward Smaga
Edward Smaga (ur. 1942, zm. 31 stycznia 2020) – polski ekonomista, prof. dr hab.

## Życiorys
Obronił pracę doktorską, następnie uzyskał stopień doktora habilitowanego. 24 stycznia 1997 nadano mu tytuł profesora w zakresie nauk ekonomicznych. Został zatrudniony na stanowisku profesora w Katedrze Matematyki na Wydziale Finansów Uniwersytetu Ekonomicznego w Krakowie, w Katedrze Metod Ilościowych na Wydziale Zarządzania Wyższej Szkole Przedsiębiorczości i Marketingu w Chrzanowie, oraz w Wyższej Szkole Zarządzania i Bankowości w Krakowie.
Objął funkcję profesora zwyczajnego Katedry Matematyki na Wydziale Finansów i Prawa Uniwersytetu Ekonomicznego w Krakowie, a także kierownika w Katedrze Matematyki na Wydziale Finansów Uniwersytetu Ekonomicznego w Krakowie. W uznaniu zasług odznaczony Krzyżem Kawalerskim Orderu Odrodzenia Polski, Złotym Krzyżem Zasługi
i Medalem Komisji Edukacji Narodowej.
Zmarł 31 stycznia 2020, pochowany na cmentarzu parafialnym pw. Matki Bożej Nieustającej Pomocy w Mydlnikach.